# 宿南信號場
宿南信號場（日语：／ Shukunami shingōjō */?）是一由西日本旅客鐵道（JR西日本）所擁有的號誌站，位於日本兵庫縣養父市八鹿町、JR西日本山陰本線沿線八鹿與江原兩車站之間。宿南號誌站主要的作用是提供山陰本線上高速的客運列車追越慢速貨運列車的用途，但除此之外號誌站內也設有上下行列車會車用的設施。由於周遭人口稀少，雖然曾有在地的民眾希望車站能升格為客運車站的聲音，但鐵路公司方面並沒有實際進行的規劃。

## 相鄰車站
西日本旅客鐵道
山陰本線
八鹿－宿南信號場－江原